# Ziyârat ‘Âchourâ’

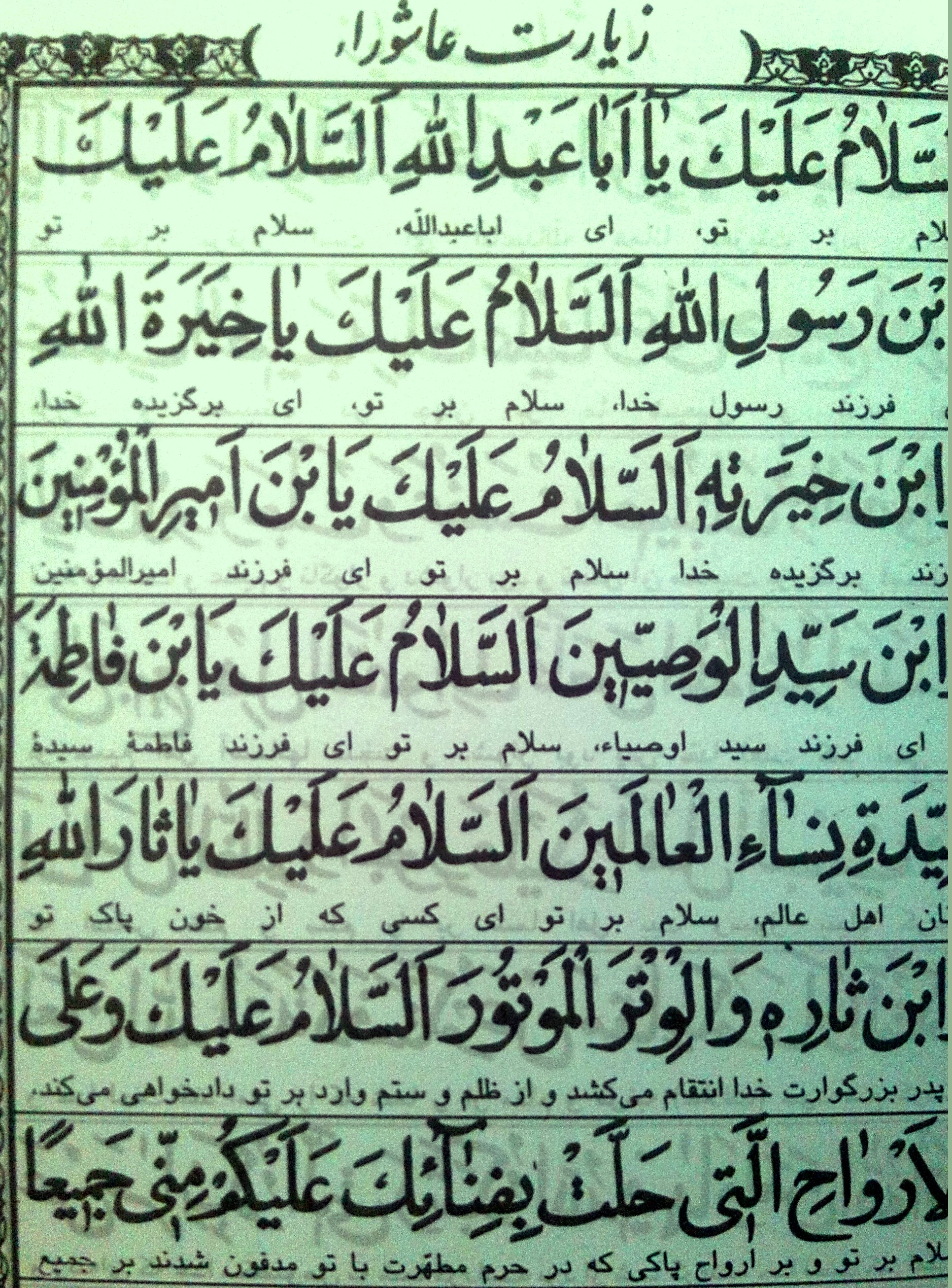
Ziyârat ‘Âchourâ’

Ziyârat ‘Âchourâ’  (arabe : زيارة عاشوراء) est un ziyarat raconté par Muhammad al-Bâqir pour l'Éloge de Al-Hussein ibn Ali. La prière fait partie de la liturgie utilisée dans le Ziyarat au sanctuaire de Husayn à Karbala. Muhammad al-Baqir, le cinquième Imam chiite, a recommandé de réciter Ziyarat Ashura le jour de Achoura, en tant que visite symbolique du sanctuaire.

## La source
La prière se trouve dans les hadiths sacrés racontés en particulier par Cheikh Al-Toussi à Misbah al-Mutahajjid et par Ibn Qulawayh à Kâmil al-zîyârât.

## Source
1. ↑  (en) Ingvild Flaskerud, Visualizing Belief and Piety in Iranian Shiism, Londres, Continuum, 2010, 299 p. (ISBN 978-1-4411-4907-7, lire en ligne), p. 205.